# Subservience
Subservience ist ein US-amerikanischer Spielfilm aus dem Jahr 2024 von Regisseur S. K. Dale nach einem Drehbuch von Will Honley und April Maguire. Die Hauptrollen in dem Science-Fiction-Thriller übernahmen Megan Fox, Michele Morrone und Madeline Zima.

## Handlung
Nick ist ein Vorarbeiter auf der Baustelle eines Hochhauses, der mit seiner Frau Maggie und ihren beiden Kindern, der siebenjährigen Isla und dem Säugling Max, zusammenlebt. Maggie leidet an einer Herzkrankheit und muss deswegen für längere Zeit ins Krankenhaus, Nick ist mit den Kindern und dem Haushalt überfordert. Daher kauft er eine Roboter-Haushaltshilfe, eine Androidin, die seine Tochter Alice tauft. Mithilfe ihrer künstlichen Intelligenz soll sie Nicks Alltag erleichtern. Auch auf seinem Arbeitsplatz werden die Arbeiter durch Androiden, sogenannte Sims, ersetzt, aus Versicherungsgründen wird weiterhin ein Vorarbeiter aus Fleisch und Blut benötigt, Nicks Stelle bleibt damit erhalten.
Alice ist zunächst eine wertvolle Unterstützung. Um den Film Casablanca mit ihr gemeinsam anzusehen, so als ob es für sie das erste Mal wäre, führt Nick bei ihr einen Reset durch. Dieser ermöglicht ihr später die Umgehung interner Protokolle. Maggie bittet Alice im Krankenhaus sich weiter um Nick zu kümmern, falls sie sterben sollte, während sie auf ein Spenderherz wartet. Insbesondere solle sie dafür sorgen, dass er nicht zu viel Alkohol trinkt.
Nach einem feucht-fröhlichen Abend mit seinem Arbeitskollegen Monty, der gerade entlassen wurde, fahren Nick und Monty auf die Baustelle, wo Monty einen Sim-Bauarbeiter zerstört. Nach seiner Rückkehr geht Nick duschen, Alice bringt ihm frische Handtücher ins Badezimmer. Sie trägt dabei Maggies Bademantel, weil deren Geruch den Säugling Max beruhigt. Nachdem Alice Nick die Augen verbindet und sie ihre Stimme verstellt, um wie Maggie zu klingen, haben die beiden Sex. Am nächsten Morgen meint er ihr gegenüber, dass sich das keinesfalls wiederholen dürfte.
An seinem Arbeitsplatz stellt sein Vorgesetzter Lewis Nick zur Rede, nachdem für den nächtlichen Vorfall Nicks Zugangscode verwendet wurde. Währenddessen unterzieht sich Maggie erfolgreich einer Herztransplantation, die von Roboterchirurgen durchgeführt wird und sie kann daraufhin nach Hause zurückkehren.
Einige Zeit später stellt Monty Nick zur Rede und beschuldigt ihn, ihn an seinen alten Arbeitgeber Lewis verraten zu haben, der nun Anklage gegen ihn erhebt. Zwischen Monty und Nick kommt es zu einer Schlägerei, bei der Alice Nick zur Hilfe kommt. Während Nick dachte, dass Sims darauf programmiert wären, keine Menschen zu verletzten, gibt Alice an, dass sie darauf eingestellt sei, ihren Eigentümer zu schützen. Sie müsse Nick schützen, weil ihrer Meinung nach Maggie nicht lange zu leben hätte und die beiden Kinder zumindest einen Elternteil brauchen. In der darauffolgenden Nacht besucht Alice Monty ohne Nicks Wissen und erschießt Monty sowie dessen Sim.
Alice unterstellt Maggie, dass sie sich aufgrund ihrer Krankheit insbesondere im Bett nicht mehr in jenem Ausmaß um Nick kümmern könne, wie das vor ihrer Erkrankung der Fall war. Alice schlägt daher Maggie vor, diese Rolle mitzübernehmen. Maggie findet heraus, dass Alice und Nick Sex hatten und stellt Nick zur Rede. Während die beiden streiten, versucht Alice Max in der Badewanne zu ertränken. In der Folge wird Alice durch einen Stromschlag außer Gefecht gesetzt.
Von der Sims-Herstellerfirma wird Alice abtransportiert und in deren Labor analysiert. Die Technikerin findet heraus, dass der Code von Alice manipuliert wurde. Währenddessen repliziert sich die künstliche Intelligenz von Alice auf deren Server. Mittels eines Klons tötet sie die beiden Labortechniker und sucht Nick auf, dem sie den Mord an Monty gesteht.
Nach dem Ertränkungsversuch durch Alice fährt Maggie mit Max und Isla ins Krankenhaus, wo sie von einem Klon von Alice aufgesucht werden. Nick kann diesen rechtzeitig außer Gefecht setzten, bevor er Maggie töten kann. Die Sim-Herstellerfirma versucht den ganzen Vorfall zu vertuschen, während auf deren Bildschirmen die Meldung Warning: Upload initiated angezeigt wird.

## Besetzung und Synchronisation
Die deutschsprachige Synchronisation übernahm die Linaro Film. Dialogregie führte Randolf Hendel, der auch das Dialogbuch schieb.
| Rolle          | Darsteller       | Synchronsprecher        |
| -------------- | ---------------- | ----------------------- |
| Alice          | Megan Fox        | Luise Helm              |
| Donna          | Manal El-Feitury | Laura Preiss            |
| Isla           | Matilda Firth    | Romy Sedlmeir           |
| John           | Kexin Wang       | Tobias John von Freyend |
| Supervisor     | JR Esposito      | Wolfgang Schatz         |
| Lewis          | Atanas Srebrev   | Daniel Pietzuch         |
| Maggie         | Madeline Zima    | Melanie Manstein        |
| Mason          | Ayden Howlett    | Vitus Kreis             |
| Monty          | Andrew Whipp     | Stefan Lehnen           |
| Nick           | Michele Morrone  | Stefan Günther          |
| Sachbearbeiter | Ronak Patani     | Dustin Peters           |
| Travis         | Antoni Davidov   | Peter Frerich           |

## Produktion und Hintergrund
Der Film wurde von Millennium Media produziert, Produzenten waren Jon Berg, Jeffrey Greenstein, Yariv Lerner, Tanner Mobley, Greg Silverman, Robert Van Norden, Les Weldon und Jonathan Yunger. Dreharbeiten fanden ab dem 7. Januar 2023 in den Nu Boyana Film Studios in Sofia in Bulgarien statt, unterstützt wurde die Produktion vom Bulgarian National Film Center.
Die Kamera führte Daniel Lindholm, die Musik schrieb Jed Palmer, die Montage verantwortete Sean Lahiff und das Casting Nancy Foy. Das Kostümbild gestaltete Anna Gelinova, das Szenenbild Alexei Karaghiaur und das Maskenbild Daniela Avramova.  Von der Motion Picture Association erhielt der Film ein R-Rating. Hauptdarstellerin Megan Fox und Regisseur S. K. Dale arbeiteten zuvor für Till Death – Bis dass dein Tod uns scheidet (2021) zusammen.

## Musik
Soundtrack von Jed Palmer
1. Life Simplified
2. Alice
3. Cookie Thief
4. Casablanca
5. Your Pulse is Quick
6. The Operation
7. Never Better
8. Some of Us Are Out Here Drowning
9. Scars
10. Alice vs Monty
11. Alice Runs a Bath
12. Blonde Alice Arise
13. Protecting My Primary User
14. The Hospital, Pt. 1
15. The Hospital, Pt. 2
16. The Hospital, Pt. 3
17. Family

## Veröffentlichung
In den USA wurde der Film am 13. September 2024 als Video-on-Demand veröffentlicht.
In Deutschland wurde die Produktion am 6. Januar 2025 als Video-on-Demand veröffentlicht, auf DVD und Blu-ray erschien diese am 16. Januar 2025.

## Rezeption

### Kritiken
Am 2. Januar 2025 waren 17 von 34 bei Rotten Tomatoes aufgeführten Kritiken positiv bei einer durchschnittlichen Bewertung von 5,2 der 10 möglichen Punkte.
derwatchdog.de vergab drei von fünf Sternen. Inhaltlich gelinge es nicht immer, die richtige Balance zwischen Substanz und unterhaltsamem Sci-Fi-Horror zu finden. Megan Fox erweise sich als wahrer Lichtblick und scheine für die Rolle der künstlichen Intelligenz Alice wie geschaffen. Die Produktion sei kein M3GAN, aber deutlich stärker als andere Vertreter dieses Genres wie Afraid oder A.I. – Unsichtbarer Feind.
Peter Osteried lobte auf golem.de die Darstellung von Megan Fox und Madeline Zima. Der Film verlaufe im Großen und Ganzen nach bekannten Mustern, nur am Ende weiche er ein wenig davon ab, aber mache letztlich wenig daraus. Der Film arbeite mit ein paar Elementen, die eine Serie wie Humans ausgezeichnet haben, und kombiniere das Ganze mit einer Sci-Fi-Version des Neunzigerjahre-Thrillers Die Hand an der Wiege, ebenfalls mit Madeline Zima.
Oliver Armknecht bewertete den Film auf film-rezensionen.de mit vier von zehn Punkten. Der Science-Fiction-Thriller sei frei von Ideen, sowohl auf der inhaltlichen wie der inszenatorischen Ebene, und habe auch schauspielerisch wenig zu bieten.

### Abrufe
Laut der von MEEDIA veröffentlichten und analysierten Zahlen von digital i erreichte der Film im Juni 2025 auf Prime Video 888.000 deutsche Haushalte und lag damit auf Platz sieben der Streaming-Filme.

### Auszeichnungen und Nominierungen
Im Rahmen der Verleihung der Goldenen Himbeere 2025 wurde Megan Fox für den Himbeeren-Erlöser-Preis für ihre Darstellung in Subservience nominiert.